# Осадчий Яків Павлович
Яків Павлович Осадчий (9 [22] жовтня 1901, місто Кривий Ріг, тепер Дніпропетровської області — 6 лютого 1977, місто Челябінськ, Російська Федерація) — радянський господарський діяч, директор Первоуральського новотрубного заводу (1938—1954), директор Челябінського трубопрокатного заводу (1956—1977). Герой Соціалістичної Праці (22.03.1966). Депутат Верховної Ради РРФСР.

## Біографія
Народився в родині робітника. Трудову діяльність розпочав у 1913 році коногоном, відкатником, вантажником Лар'їнських вапняних кар'єрів на Донбасі. Потім працював головою рудничного комітету Лар'їнських вапняних кар'єрів.
Член ВКП(б) з 1925 року.
У 1925—1932 роках — завідувач фінансового відділу професійної спілки будівельників, старший інструктор робітничого комітету, начальник відділу кадрів Дніпробуду.
У 1937 році закінчив Всесоюзну промислову академію у Москві.
У 1937—1938 роках — заступник директора металургійного заводу в місті Таганрозі.
У 1938—1954 роках — директор Первоуральського новотрубного заводу Свердловської області РРФСР.
У лютому 1954 — квітні 1956 року — заступник міністра чорної металургії Української РСР.
У 1956—1977 роках — директор Челябінського трубопрокатного заводу (ЧТПЗ). Під його керівництвом на заводі розгорнулася величезна будівництво — реконструювалися старі цехи, будувалися нові, побудовані нові виробничі потужності, завод став першим заводом-виробником труб великого діаметру в СРСР. У 1963 році у зв'язку із Карибською кризою проти СРСР ввели економічні санкції, а Німеччина перестала поставляти до Союзу труби великого діаметра. Коли на Челябінському трубопрокатному заводі налагодили виробництво труб великого діаметру, то на першій написали крейдою «П...ць тобі, Аденауер!», згодом змінивши на «Труба тобі, Аденауер!». Про це показаний  фільм Відповідна міра.
Помер 6 лютого 1977 року. Похований в Челябінську на Успенському цвинтарі.

## Нагороди
- Герой Соціалістичної Праці (22.03.1966)
- чотири ордени Леніна (1942, 1945, 1958, 22.03.1966)
- Орден Жовтневої Революції (1971)
- три ордени Трудового Червоного Прапора (1943, 1948, 1973)
- медалі
- Ленінська премія (1963) — за створення типового високошвидкісного агрегату безперервного пічного зварювання труб
- Сталінська премія першого ступеня (1943) — за докорінне удосконалення технології виробництва мінометних труб і деталей боєприпасів (Премія була передана колективів лауреатів у Фонд оборони)
- Сталінська премія третього ступеня (1951) — за освоєння виробництва труб з нержавіючої сталі
- Почесний громадянин Челябінська (12.10.1971)

## Пам'ять
- У 1975 році фільм Відповідна міра
- 26 жовтня 2001 року в Челябінську на житловому будинку по вулиці Тімірязєва, 29, де з 1957 по 1977 роки проживав Я.П. Осадчий, була встановлена меморіальна дошка.
- У 2001 році заснована іменна стипендія Якова Осадчого, яку отримують найкращі студенти та аспіранти Московського інституту сталі і сплавів і Південно-Уральського державного університету.
- У 2005 році на площі перед Челябінським трубопрокатним заводом було відкрито бронзовий пам'ятник Якову Павловичу Осадчому.
- У 2009 році зупинка, на якій розташовується Челябінський трубопрокатний завод, була перейменована на «Площу Якова Осадчого».